# Ouahat Sidi Brahim
Ouahat Sidi Brahim  (in arabo واحة سيدي ابراهيم‎?) è un centro abitato e comune rurale del Marocco situato nella prefettura di Marrakech, regione di Marrakech-Safi. Conta una popolazione di 25 320 abitanti (censimento 2014).